# Tita (Egipt)
Tita (arab. تتا) – miejscowość w Egipcie, w muhafazie Al-Minufijja. W 2006 roku liczyła 15 370 mieszkańców.